# Cantone di Ifs
Il Cantone di Ifs è una divisione amministrativa dell'arrondissement di Caen.
È stato costituito a seguito della riforma approvata con decreto del 17 febbraio 2014, che ha avuto attuazione dopo le elezioni dipartimentali del 2015.

## Composizione
Comprende i seguenti 4 comuni:
- Giberville
- Mondeville
- Cormelles-le-Royal
- Ifs